# 瀬坊主
瀬坊主（せぼうず）は、阿武隈川に伝わる妖怪。

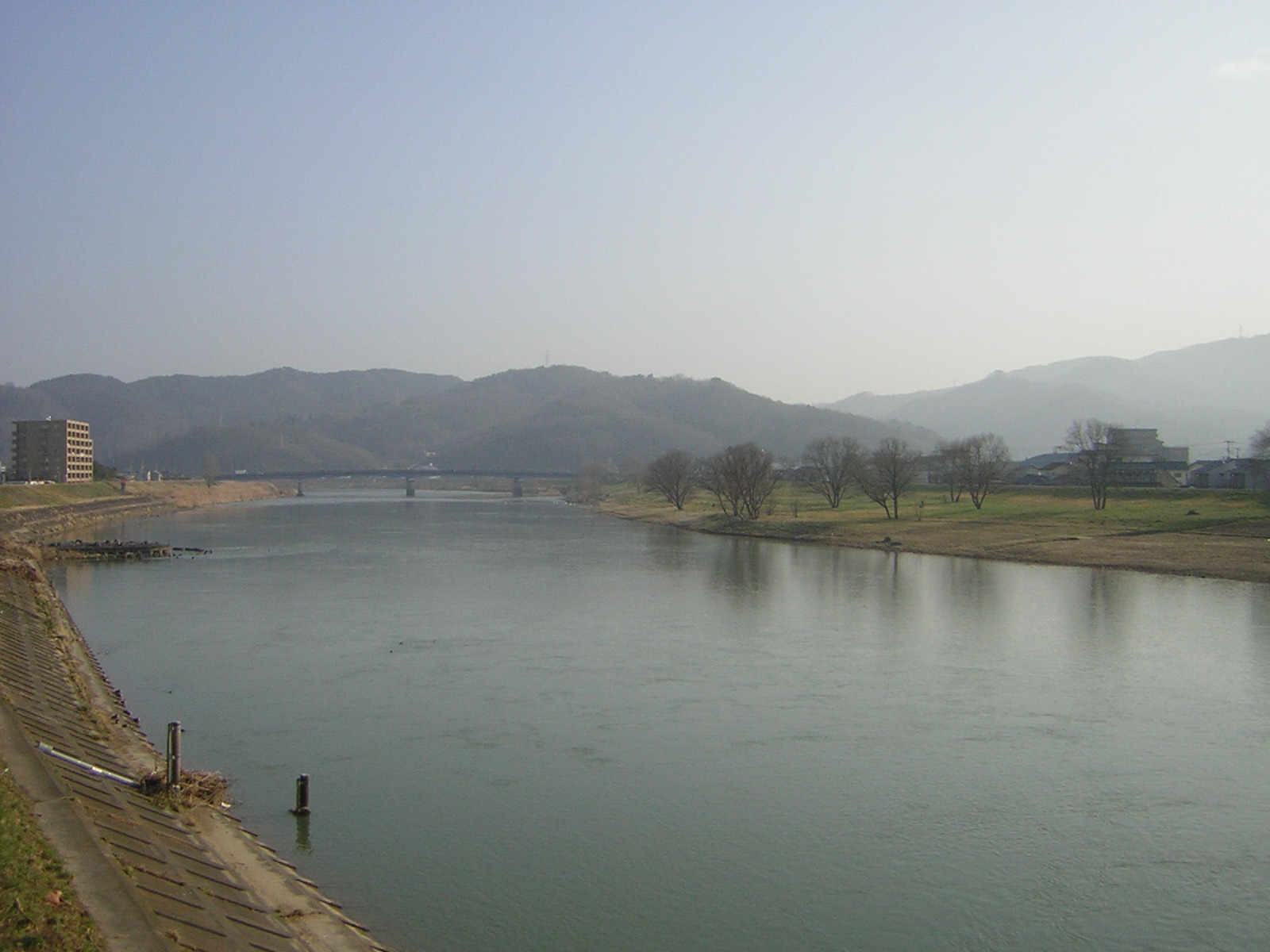
瀬坊主と瀬女の伝わる阿武隈川・福島市近辺

福島市近辺の川の流れの中に人影の佇む姿となって現れ、夜に漁をする者に目撃されている。川の精霊や水死した人間の亡霊の化身、またはカワウソが化けたものといわれる。
女性の妖怪の場合は瀬女（せおんな）ともいう。これは石女（うまずめ。子供を産めない女性）が眠っている間に肉体から抜け出た生霊が川に現れるものとされ、月経の苦痛の無い代りに瀬女となる苦行を課せられているといわれている。